# Novalis – Die blaue Blume
Novalis – Die blaue Blume ist ein deutscher Kinofilm aus dem Jahr 1993 über den Dichter Friedrich von Hardenberg (1772–1801), besser bekannt als Novalis, entstand unter der Regie des Bundesfilmpreis-Trägers Herwig Kipping als Koproduktion des DEFA-Studios mit der jungen Thomas Wilkening Filmgesellschaft in Babelsberg und gilt als letzte Produktion der DEFA. Er wurde am 4. Mai 1994 auf dem Schweriner Filmfest uraufgeführt.

## Handlung
Friedrich von Hardenberg (Novalis) durchlebt in einer Art Sterbetraum nochmals sein Wirken und Leben. Von seinem Vater unterdrückt wird er zur Ordnung gerufen und an seine Verantwortung der Erhaltung des Geschlechtes ermahnt. Zunächst versucht er verzweifelt sich den so genannten weltlichen Dingen zuzuwenden, übernimmt ein öffentliches Amt, während sein Onkel (Großkreuz) ihm eine neue Poesie des Krieges zu vermitteln versucht. Friedrich verweigert sich schlussendlich beidem. Fragen nach Liebe, Nähe, dem deutschen Wesen, der Schwere des Lebens martern ihn. Ausgelöst durch die Begegnung mit der zwölfjährigen Sophie von Kühn, die seine Muse wird, beginnt plötzlich seine Entwicklung als befreiter Dichter und Denker, Euphorie und Erforschung des Metaphysischen folgen, bis diese stirbt. Eine Vermählung findet nur im Traum statt. Die blaue Blume als Sinnbild der ewigen Liebe zueinander symbolisiert für ihn als Romantiker die Vereinigung zum Ideal auch über den Tod hinaus.

## Hintergrund
Der metaphernreiche, essayistische Spielfilm über den Dichter Friedrich von Hardenberg greift das zentrale Symbol der Romantik auf: die Blaue Blume. Sie steht für Sehnsucht, Liebe und das metaphysische Streben nach dem Unendlichen.
Der Film wurde an Originalschauplätzen im Land Brandenburg, auf der Insel Rügen und im Olympiastadion Berlin gedreht sowie in großen Kulissen im Studio Babelsberg in Potsdam.
Für die Ausstattung verantwortlich war Günther Petzold, Bau-Ausführung hatten Hans Clausing und Klaus Wrede, Kunstmaler war Frank Zschiesche (Glasmalerei). Es wurde mit zahlreichen optischen Spezialeffekten gearbeitet. So entwickelte der Kameramann Tony Loeser zusammen mit dem Szenenbildner Günter Petzold eine Trickkonzeption, die auf den traditionellen und konventionellen Filmtricks, die vor der Kamera hergestellt werden können, basiert. Für ein Bildzitat von Arnold Böcklins Gemälde Die Toteninsel wurde die Vorsatzmodelltechnik eingesetzt, bei der eine Modellinsel drei Meter vor der Kamera auf zwei Stangen befestigt wurde, ein Potsdamer See aber im Hintergrund lag. Dadurch hatte man von der Kamera den Durchblick zum Wasser und der Tod konnte auf einem Kahn zur Insel fahren.
Neben dem Gesang von Eva-Maria Hagen („Und wenn ich tot bin“) stellte Herwig Kipping berühmte Melodien für das Dichterporträt zusammen:
- Ludwig van Beethoven (9. Sinfonie)
- Wolf Biermann („Und wenn ich tot bin“)
- Wolfgang Amadeus Mozart (21. Klavierkonzert)
- Claude Debussy („Syrinx“)
- Johann Sebastian Bach („Johannis-Passion“)
- Johann Strauss (Sohn) („Kaiserwalzer“)
- Bolt Thrower (Motive aus „War Master“)
- Antonio Vivaldi („Die vier Jahreszeiten“)

## Auszeichnungen
Novalis – Die blaue Blume erhielt von der Filmbewertungsstelle das Prädikat wertvoll.